# La Voz del Interior
La Voz del Interior es un diario editado en la ciudad de Córdoba, Argentina, fundado por Silvestre Rafael Remonda y Juan Dionisio Naso el 15 de marzo de 1904.

## Historia
El 15 de marzo de 1904 aparece por primera vez La Voz del Interior. El primer ejemplar tenía sólo ocho páginas. Curiosamente su portada mostraba un listado de avisos clasificados. Era necesario pasar las páginas para introducirse en la información. El nuevo diario, en su primera editorial planteaba los temas de su preferencia y aquellos por los que bregaría especialmente: «(…) porque se establezca un sistema racional en la distribución de los impuestos y contribuciones, por la abolición de los que existen inconstitucionalmente; en una palabra, porque se gobierne según la conocida frase, ‘por el pueblo y para el pueblo’».
La primera plana del diario reunía, en seis columnas, una serie de avisos clasificados. Entre ellos. «Luz Brillante. Luz económica. Luz segura. Luz agradable. La Lámpara Maravillosa “Angle”; Almacén ‘El Orden’. El más surtido, elegante y con precios más bajos. Servicio especial para familias. Visiten la casa y notarán lo que se afirma"; “Los Afamados Sombreros Importados de Borsalino, Giuseppe é Fratello. Aviso á mi numerosa clientela y al público en general que soy el único que introduce directamente en esta plaza dicha marca de sombreros, teniendo á la vista de quien lo solicite las facturas originales de la fábrica. Enrique Zafferani. Sombrerería. Camisería» (sic).
El diario comienza a editarse en una impresora a «tracción a sangre» que le permitía imprimir hasta 500 ejemplares, aunque por ese tiempo editaba 300 de entre seis y ocho páginas. Casi a los diez años de vida del diario se introduce una impresora plana que permite reproducir gráficos y recién en 1921 se incorpora una rotativa cilíndrica que permite la impresión de 20 mil ejemplares de 16 páginas por hora. En 1938 hay una innovación en la tecnología de impresión, pero es en 1959 que se compra una rotativa Goss que mejora sensiblemente la capacidad de impresión (35 mil ejemplares por hora) y tiene la posibilidad de la impresión en cuatro colores, aunque este recurso no será utilizado hasta casi finales de siglo. Esta maquinaria (que todavía hoy se exhibe en el ingreso al edificio del diario), tiene su historia, ya que fue refaccionada para poder imprimir el diario luego del atentado que destruyó la impresora que se había incorporado en 1971.  
Los nuevos cambios en materia de impresión se realizarán en 1981 con la compra de dos rotativas offset y en 1995 con la puesta en funcionamiento de una rotativa con avanzada tecnología, con posibilidades de imprimir en color y una capacidad de edición de 60 mil ejemplares por hora. Los cambios tecnológicos se han presentado como un desafío para el diario, que en 1996 lanzó su edición digital, inicialmente bautizada como "Intervoz", como un espacio destinado a los cordobeses en el mundo.
En marzo de 1998, los diarios Clarín y La Nación se asociaron con los accionistas históricos del diario cordobés.
En enero de 2020, anunció haber superado los 25.000 suscriptores digitales, como un modo de financiamiento del periodismo de calidad.

## Cobertura y tirada

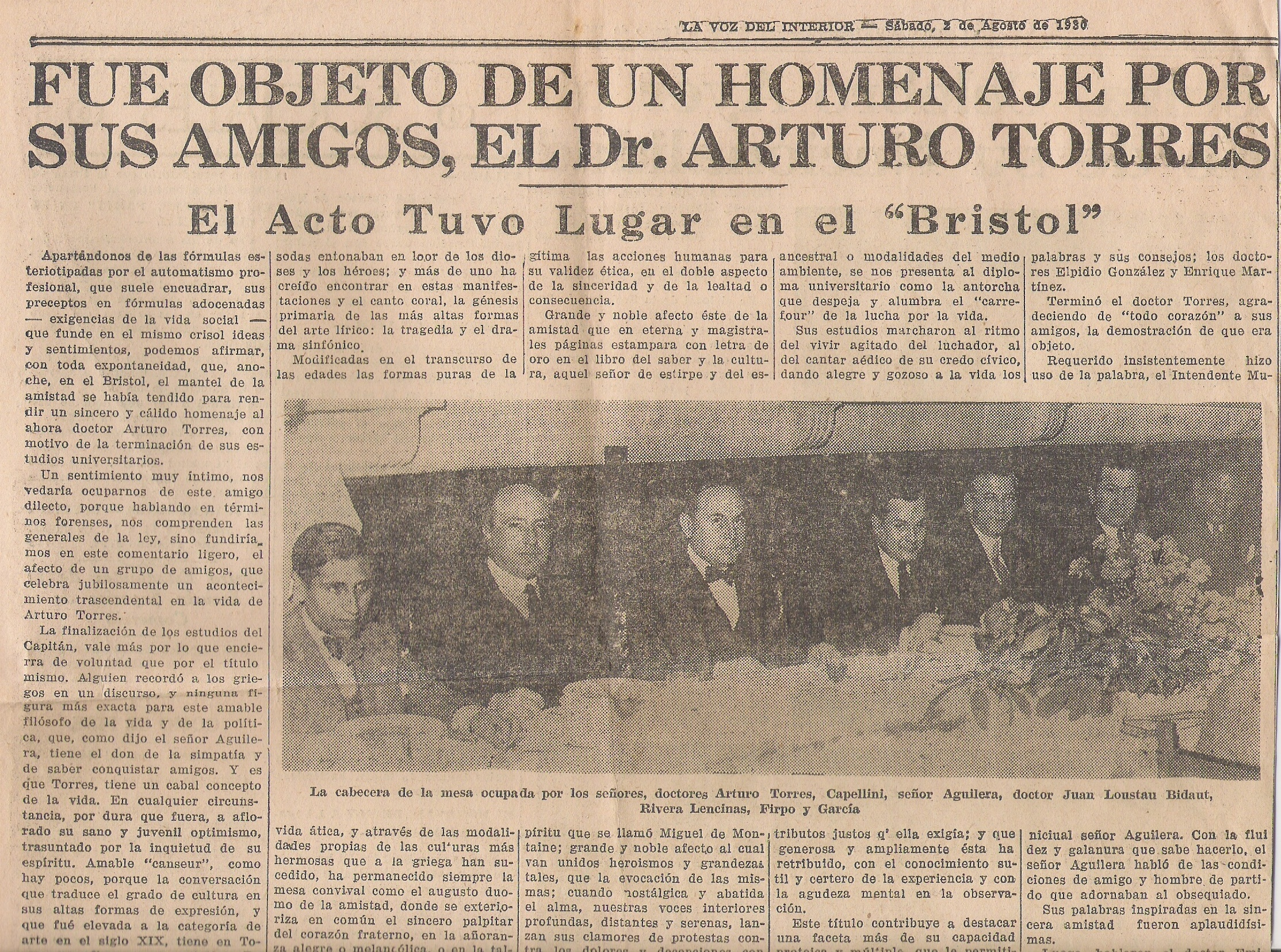
Edición del diario en 1930.

El diario llega a toda la provincia de Córdoba y a las provincias de Catamarca, Santiago del Estero, La Rioja, San Luis, Santa Fe y Buenos Aires.
Cuenta con más de 1200 puntos de venta, que son asistidos por una flota de transporte propia los siete días de la semana.
Es el diario más vendido del interior del país, alcanzando ventas netas promedio de lunes a domingo de 64.567 ejemplares.[cita requerida]
Asimismo, en los días domingos las ventas netas promedio ascendieron a 100.000 ejemplares, lo que sumado a un número de 4 lectores por ejemplar los días domingos, significa que alrededor de 400 mil lectores leen el mismo diario.[cita requerida]

## Internet
El diario La Voz del Interior inauguró su versión en internet con la edición del 21 de septiembre de 1996 y mantiene en línea el archivo de todas sus ediciones desde entonces.

## Fotógrafos deLa Voz del Interior

### Antonio Novello
Antonio Novello, de origen italiano, nació el 14 de julio de 1886 en San Quirino de Pordenone y fue de uno de los primeros fotógrafos del diario La Voz del Interior. 
Se trata de quien sentó las bases de una forma de hacer periodismo gráfico que se caracteriza por conocer la calle y sus protagonistas, convertir al hombre de la calle en la figura central del diario y captarlo en el momento justo en que manifiesta algo que las palabras no podrán decir: la verdad del instante.
Fascinado por los avances de la tecnología en la década del 20, Novello fue contratado como jefe de fotógrafos del diario La Voz del Interior. Su cámara fue una testigo privilegiada de la historia cordobesa: por su objetivo pasaron casi 30 años marcados por agitación social y política en Córdoba, comenzando con la constitución democrática en el país, la posterior década infame, hasta la llegada del peronismo al poder en los ‘40.
Prueba de esto son las fotos en donde se ve a Hipólito Yrigoyen junto a dos correligionarios en las calles de Córdoba; José Félix Uriburu vestido de uniforme y con un brazo alzado; Amadeo Sabattini con un cigarrillo en la mano izquierda y un mate en la derecha; Marcelo T de Alvear en un acto político; o Juan Domingo Perón con los brazos alzados, junto con el gobernador Lucini. 
Sin embargo, no le interesó retratar únicamente cuestiones políticas sino que también buscó congelar el ritmo cotidiano de la ciudad de Córdoba. Entre sus miles de fotografías, es posible encontrar episodios deportivos así como sociales y del mundo del espectáculo. También inmortalizó momentos más comunes, pero significativos, como procesiones, bodas, entierros e incluso un duelo que no se realizó. Otro registro notable fueron aquellos relacionados con la construcción de edificios, el diseño de cines y comercios y las modificaciones del espacio urbano. Asimismo, la denuncia social no fue un tema del que permaneció ajeno.

## Crítica

### Presunta censura a periodista
El periodista Enrique Lacolla dejó de colaborar con el diario durante el bloqueo patronal agropecuario en Argentina de 2008. Lacolla, quien se había desempeñado como editorialista por más de 30 años, hasta su jubilación, escribió una columna titulada «La sedición del "campo"», la que no fue publicada por el diario. Según un comunicado del Círculo Sindical de la Prensa y la Comunicación de Córdoba (Cispren), la separación de Lacolla se debió a que el Grupo Clarín –el multimedios propietario del matutino– defendía los intereses de los dirigentes agropecuarios durante el paro. La empresa, en tanto, sostuvo que la decisión de que Lacolla no siguiera colaborando fue tomada por el propio periodista luego de que se le observara un “sesgo” en el enfoque de la nota.
En «La sedición del "campo"», Lacolla, entre otras cosas, critica el rol de la televisión privada en el conflicto, que hace referencia a los canales Todo Noticias (TN) y Canal 13 de Buenos Aires, que también son del Grupo Clarín. Otros autores han planteado, en diferentes momentos situaciones similares, como el Dr. en Filosofía y Decano (mandato cumplido) Diego Tatián. 